# Лана (струмок)
Лана — струмок в Україні у Звенигородському районі Черкаської області. Лівий доплив річки Гнилого Ташлика (басейн Дніпра).

## Опис
Довжина струмка приблизно 14,24 км, найкоротша відстань між витоком і гирлом — 12,31  км, коефіцієнт звивистості річки — 1,66 . Формується декількома безіменними струмками та загатами.

## Розташування
Бере початок у селі Буда-Макіївка. Тече переважно на південний схід через село Пастирське і біля села Олянине впадає у річку Гнилий Ташлик, ліву притоку річки Тясмину.

## Цікаві факти
- На струмку існують водокачки, газові свердловини[3] та запровідне урочище місцевого значення Шарпіне[2].